# Iarsu
Iarsu (o Irsu), probablement el mateix personatge que Bay el sirià, fou un possible governant del final de la dinastia XIX i començament de la dinastia XX. El seu nom vol dir "hom fet a si mateix". Era escriba reial, coper i cap del tresor de Seti II i potser amant de la reina Tausert; Bay era sirià i cap del seu poble, i se suposa que és el mateix Iarsu esmentat amb aquest nom al papir de Harris I, però no és segur, ni tan sols probable, que fos faraó almenys formalment, i si va tenir poder fou per via interposada de Tausert, que va governar Egipte durant el regnat del jove Siptah, malalt de poliomielitis, com a regent, i després de la seva mort (almenys dos anys) com a reina.
Fos o no fos faraó, va gaudir de gran poder el que s'acredita amb el seu enterrament a la Vall dels Reis, tomba KV13, cosa que només es concedia a algunes persones molt properes als faraons.